# Windraak
Windraak, en limbourgeois Oppe Wèndjraak, est un village néerlandais situé dans les communes de Sittard-Geleen (la plus grande partie) et Beekdaelen (quelques maisons), dans la province du Limbourg néerlandais.